# Trichopsomyia nigritarsis
Trichopsomyia nigritarsis är en tvåvingeart som först beskrevs av Charles Howard Curran 1924.  Trichopsomyia nigritarsis ingår i släktet gallblomflugor, och familjen blomflugor. Inga underarter finns listade i Catalogue of Life.